# 埃米尔·克内弗纳格尔
海因里希·埃米尔·阿尔贝特·克内弗纳格尔（德語：Heinrich Emil Albert Knoevenagel；德語發音：[ˈhaɪ̯nʁɪç ˈeːmiːl ˈalbɛʁt ˈknøːvənaːɡl̩]；1865年6月18日—1921年8月11日），德国化学家，曾两度获得诺贝尔化学奖提名。克脑文盖尔缩合反应以其命名。